# Billie Gadsdon
Billie Gadsdon, född den 15 juni 2016 i London, är en brittisk barnskådespelare.

Gadsdon har bland annat medverkat i TV-serien Insomnia där hon spelade en ung version av Phoebe, en av seriens huvudroller. I TV-serien The Spanish Princess medverkade hon i seriens andra säsong där hon spelade prinsessan Mary. I kortfilmen Liv spelar hon titelkaraktären Liv. I filmen The Magic Faraway Tree spelade hon Fran Thompson, en av filmens huvudroller.

## Filmografi (i urval)
- 2020 – The Spanish Princess (TV-serie)
- 2023 – Kampen för Marnie (TV-serie)
- 2024 – En Gentleman i Moskva (TV-serie)
- 2024 – Insomnia (TV-serie)
- 2024 – Liv
- 2026 – The Magic Faraway Tree